# Búleutérion

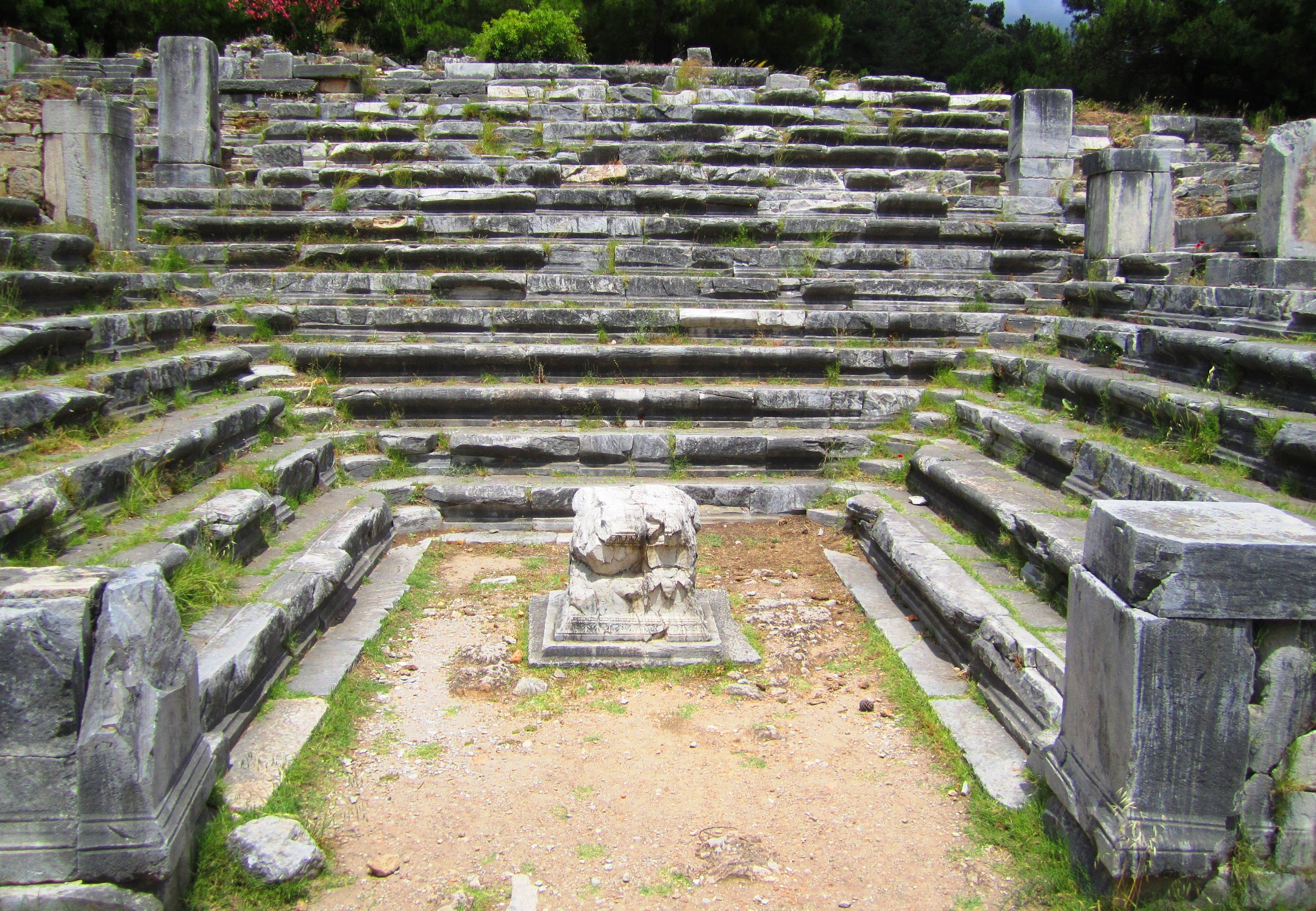
Búleutérion v Priéné

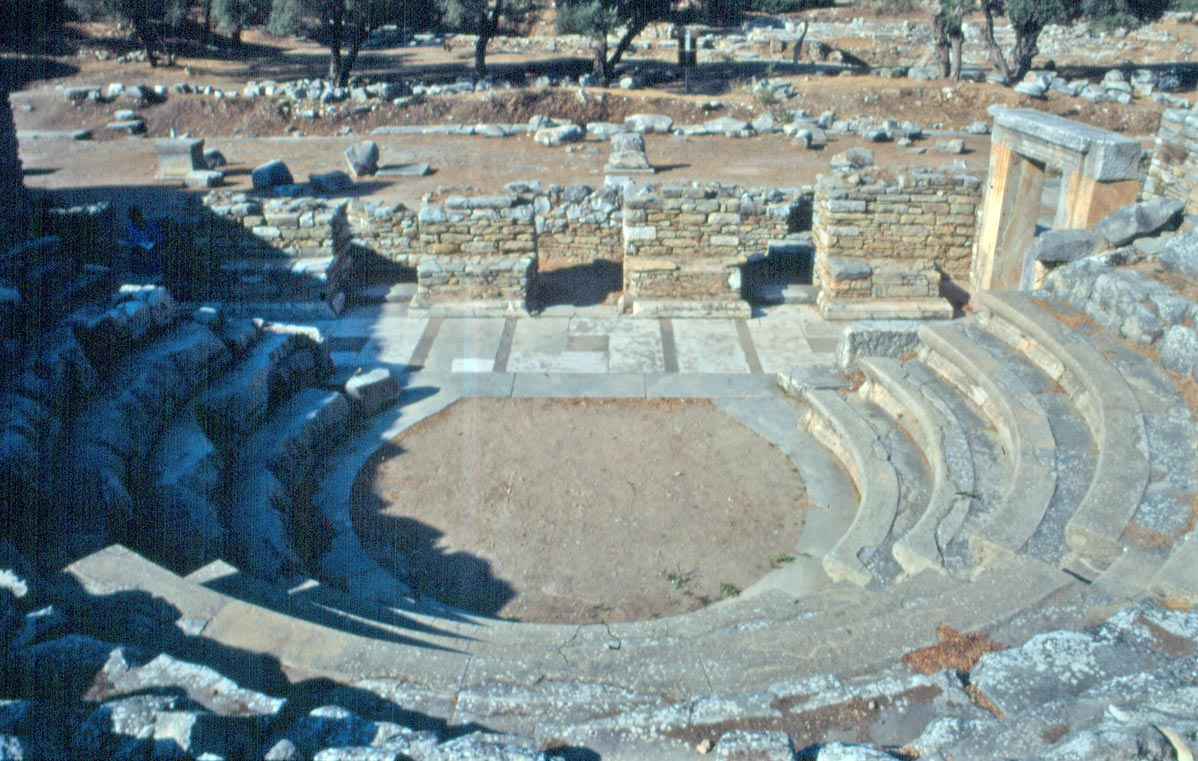
Búleutérion v: Iasu

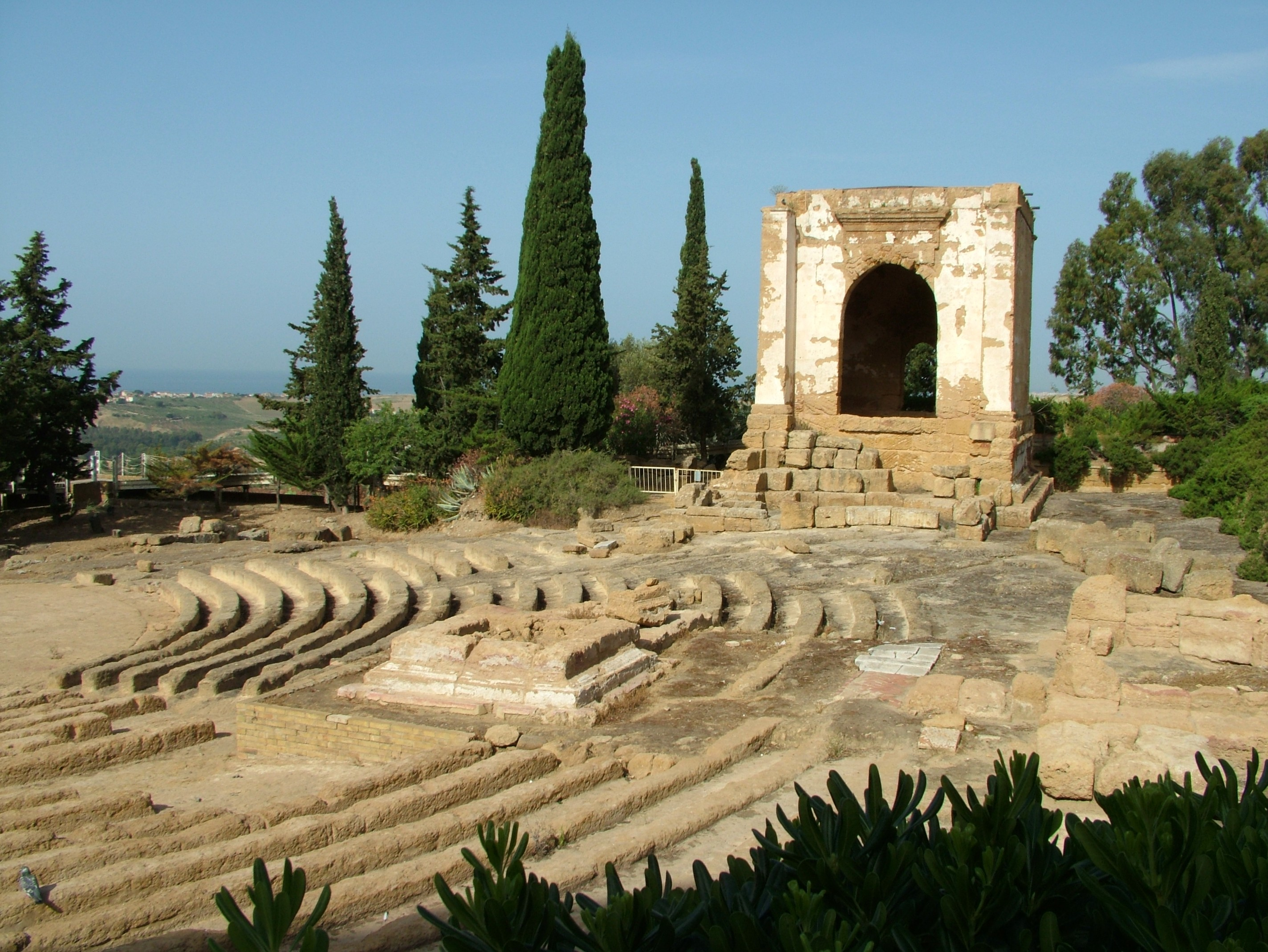
Ekklésiastérion v Priéné

Búleutérion (βουλευτήριον, od búlé, sněm) byla ve starověkých řeckých městských státech budova radnice, kde se denně scházela búlé, losovaná nebo volená rada města. Naproti tomu shromáždění všech plnoprávných občanů (ekklésia) se scházelo v podstatně větším ekklésiastérion , kdežto prytaneion byla budova výkonné rady (vlády) města a sloužila také jako jídelna. Nejznámější je búleutérion na athénské agoře, kde se patrně od Solóna scházelo 400 zástupců (po 100 z každé třídy) a od Kleisthenovy reformy (kolem 507 př. n. l.) slavná Rada pěti set.

## Popis
Vedle athénského búleutéria, z něhož se zachovaly jen trosky, se lépe zachovala řada búleutérií v menších městech Řecka, Itálie a celého Středomoří. O jejich ústavách a praxi však víme velmi málo. Menší búleutéria byly budovy s obdélným půdorysem a jedinou místností, původně patrně s lavicemi kolem stěn. I velká búleutéria byla zastřešená s rozponem až přes 15 m, takže strop musel být podepřen sloupy. Kamenné stupňovité lavice tvořily obvykle kruhové segmenty, podobně jako ve starověkém divadle, s řečništěm uprostřed a s více či méně honosnou předsíní.
V Athénách, o nichž se zachovalo zdaleka nejvíce zpráv, stálo patrně od doby Kleisthénovy na západní straně agory pod Héfaistovým chrámem Staré búleutérion. Mělo téměř čtvercový půdorys s obdélnou předsíní a sál s dřevěnými lavicemi podél stěn. Strop byl podepřen pěti sloupy. Koncem 5. století př. n. l. bylo západněji postaveno Nové búletérion a Staré se změnilo na chrám Matky (Métroon), jak se mu dodnes říká. Zasedací místnost Nového búleutéria měla dvanáct řad půlkruhových kamenných lavic nad sebou.
Podobně byla zařízena ještě větší ekklésiastéria pro shromáždění všech občanů, z nichž některá se také zachovala. Jejich funkci v římské době patrně převzaly císařské basiliky, ovšem podstatně jinak uspořádané.
Malé čtverhranné búleutérion s lavicemi podél tří stěn se zachovalo v Olympii a další, větší i menší, jsou například v řeckém Argu, v Mantinei, na Lemnu nebo v Messini, v jihoitalském Paestu, ve francouzském Saint-Rémy-de-Provence a v tureckém Anamuru, Geyre, v Priéné, v Güllük Dağı a ve starověké Tróji (Hisarlik).

## Galerie

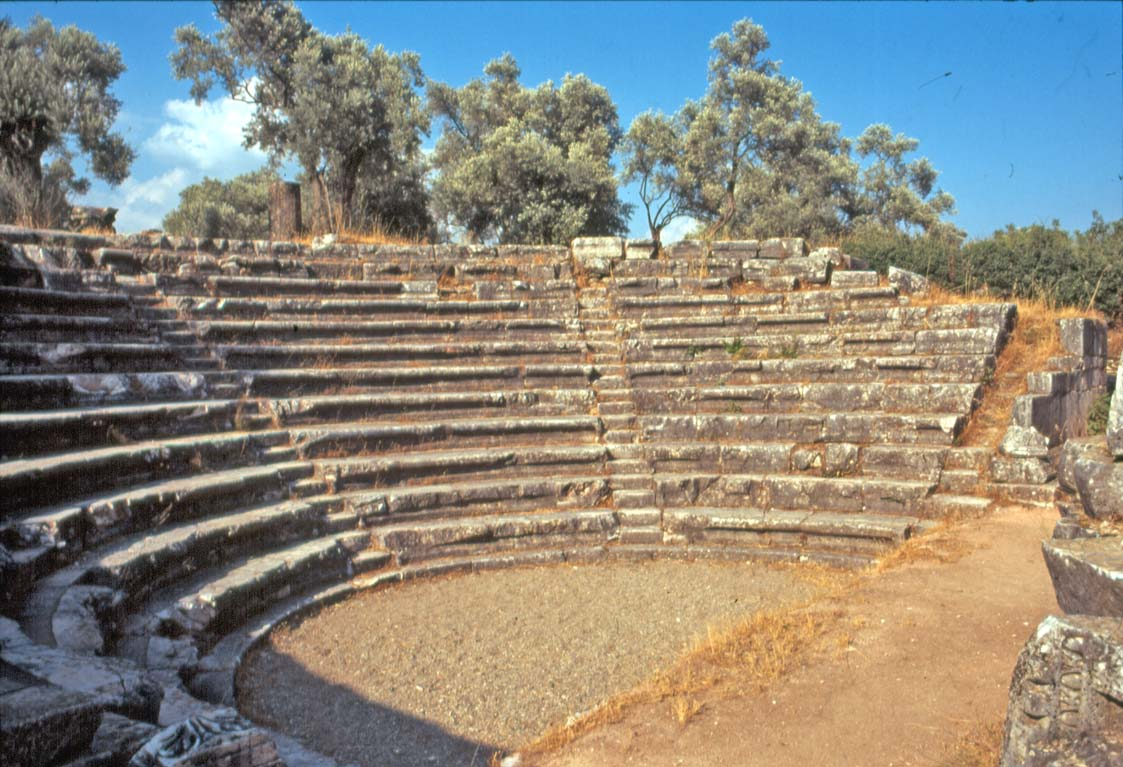
Búleutérion v Nyse
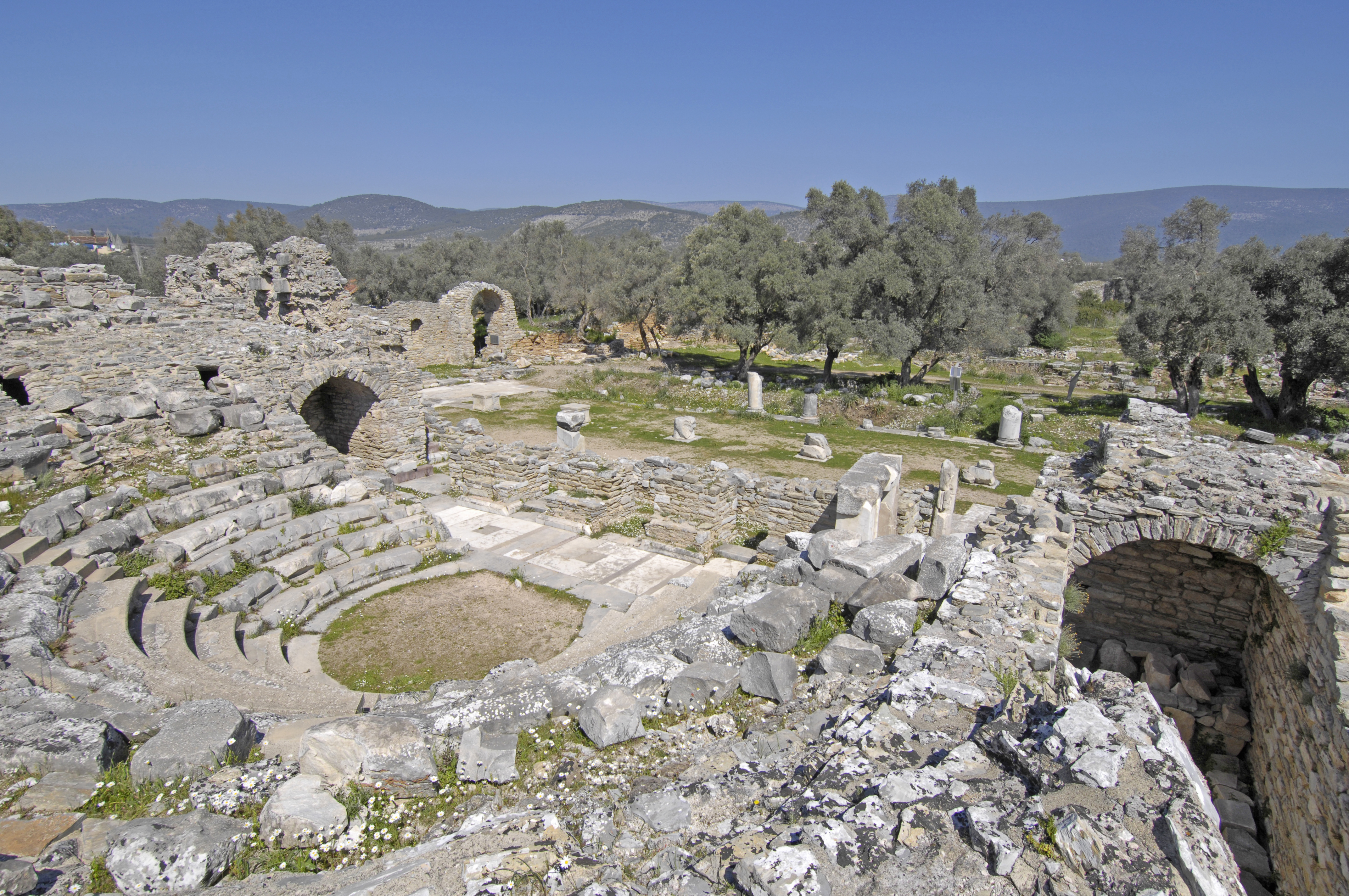
Búleutérion v Iasu
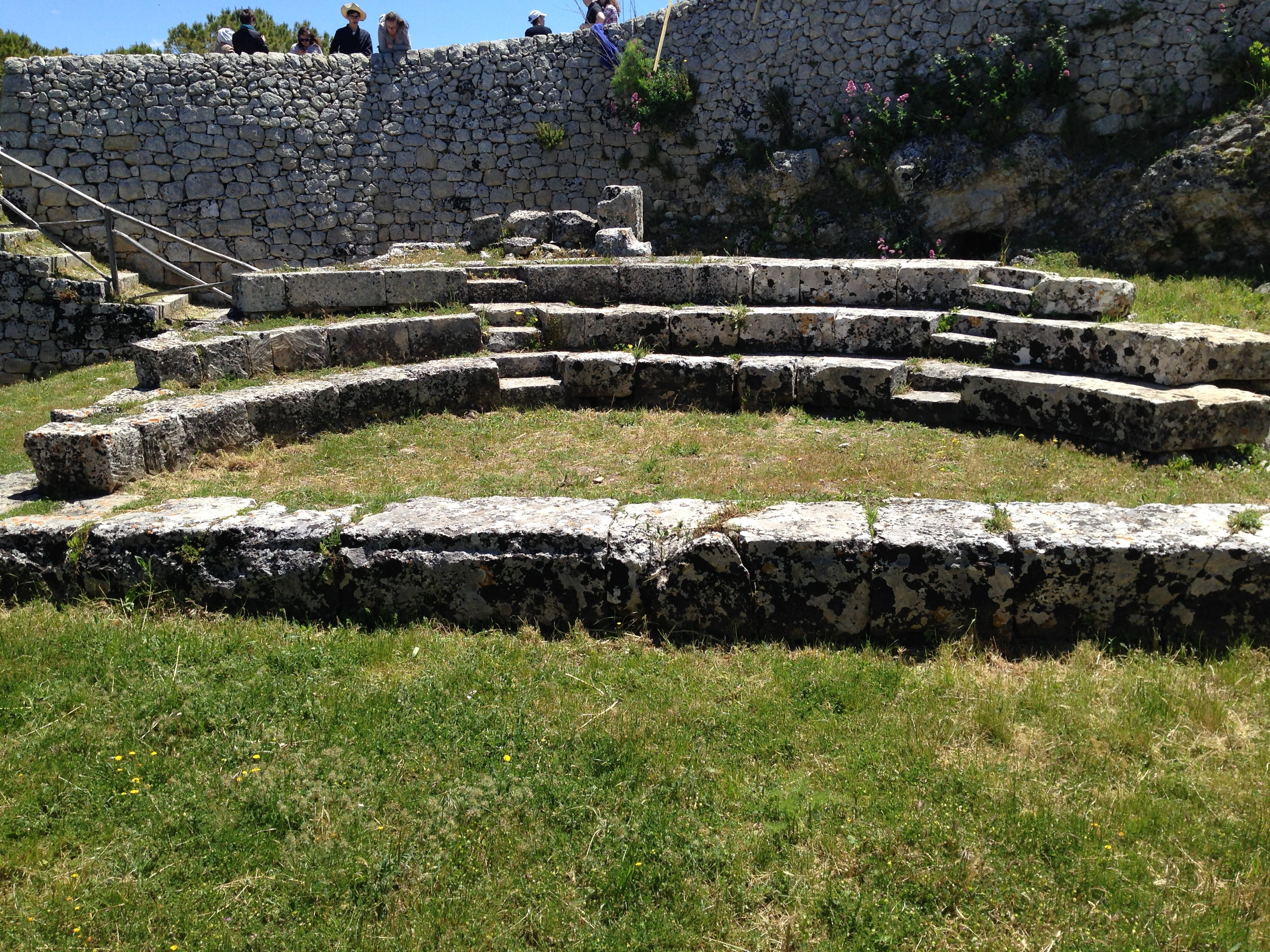
Búleutérion v Akrai
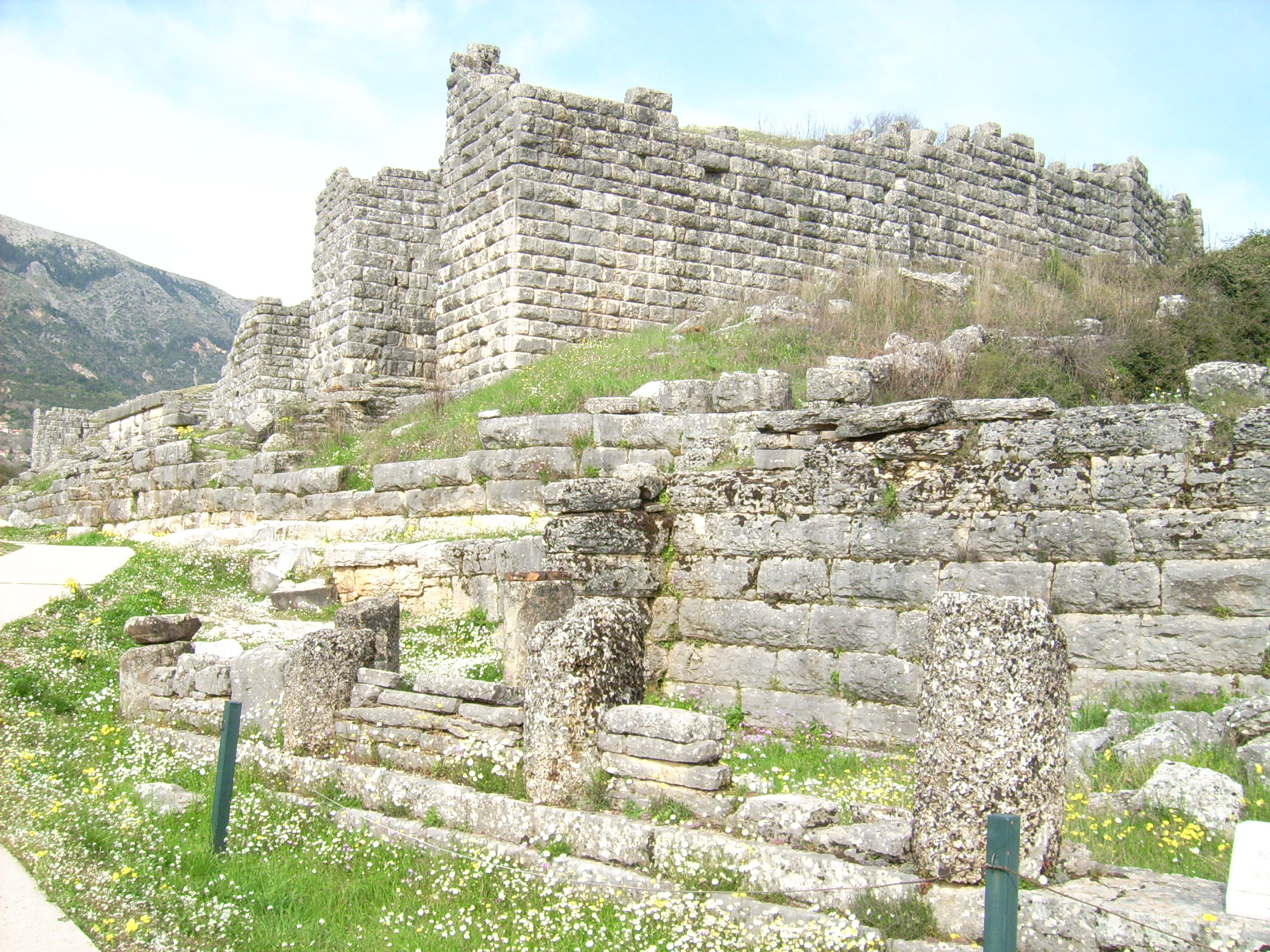
Búleutérion v Dodoně
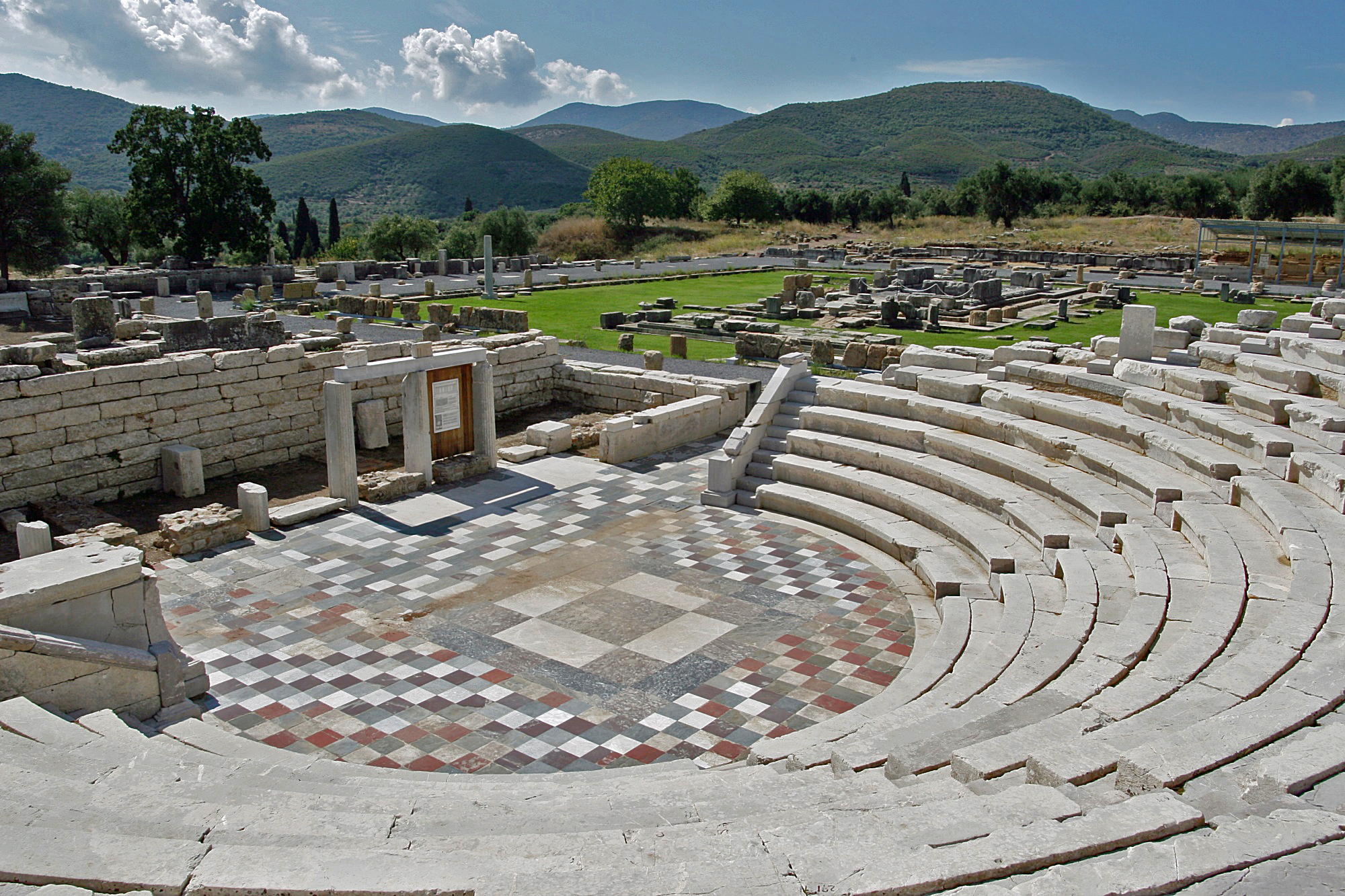
Ekklésiastérion v Meseně
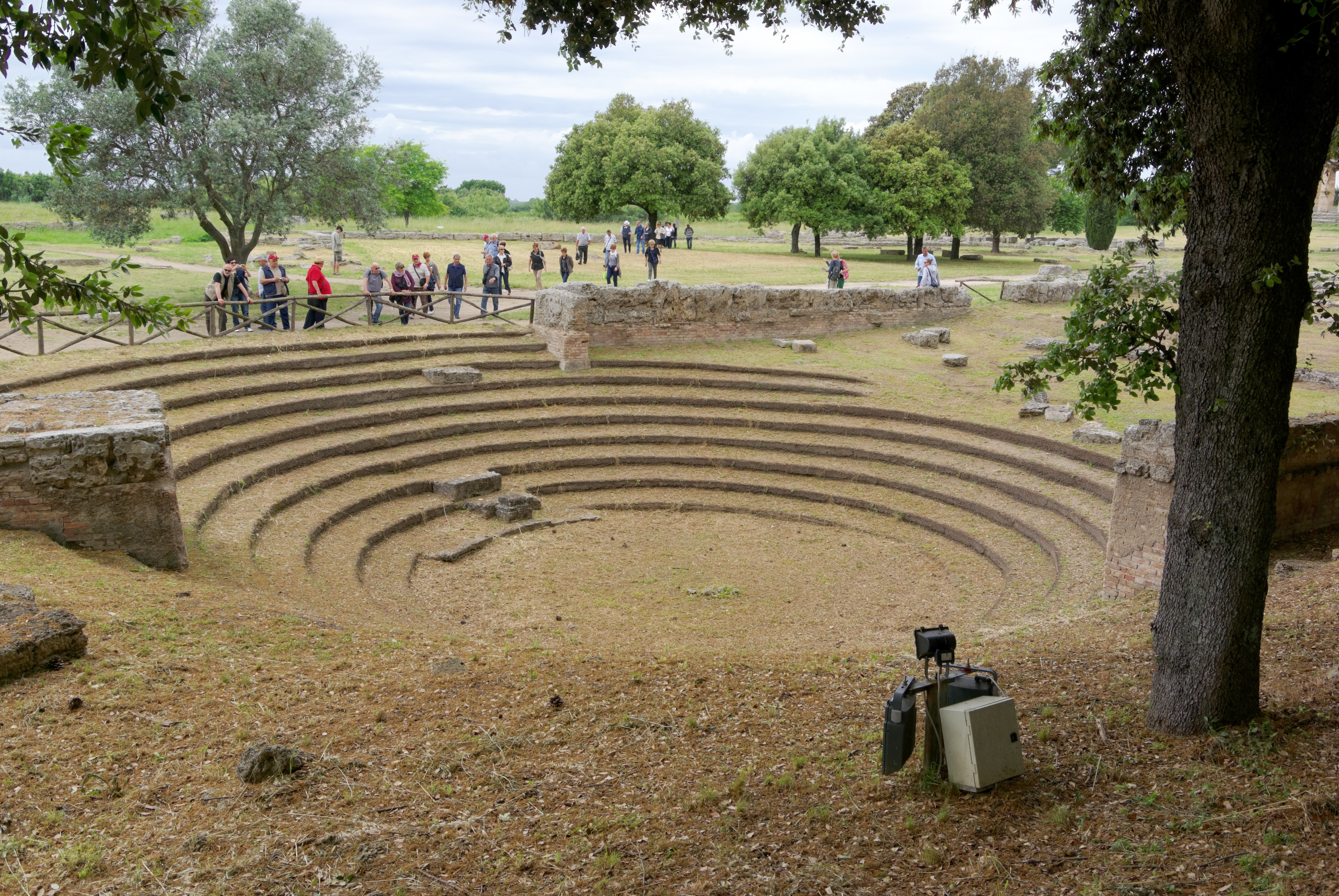
Ekklésiastérion v Paestu